# Masterplan
Masterplan é uma banda alemã de heavy metal criada em 2001 por Uli Kusch e Roland Grapow.

## História

### Começo de carreira (2001)

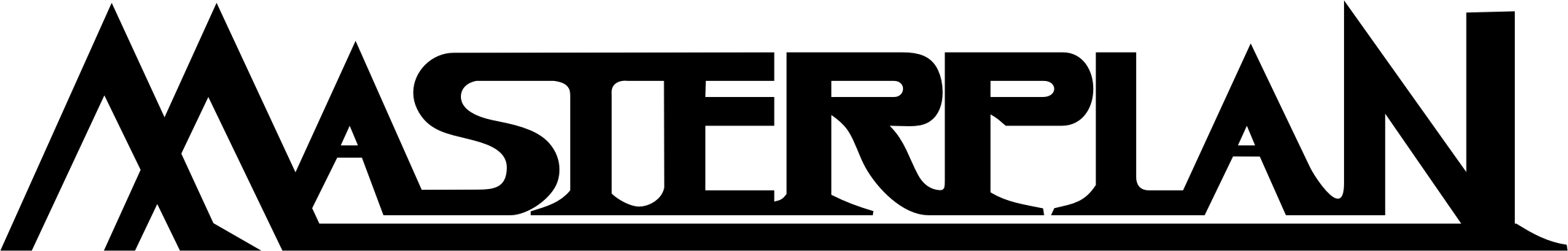
O logotipo clássico do "Masterplan" vem sendo utilizado até hoje. Somente algumas versões apresentam modificações simples de brilho e contraste, outros é utilizada a inversão de cores.

O início das atividades deu-se no final do outono de 2001, durante a turnê "The Dark Ride Tour" do Helloween. Roland Grapow, presente na banda desde 1989, e Uli Kusch, desde 1994, decidiram formar um projeto paralelo pois estavam desgastados e insatisfeitos em continuar na banda, devido às diferenças musicais crescentes. Ao final da turnê do álbum The Dark Ride, ambos foram "convidados" a se retirar do Helloween. No site oficial, os fãs deram sugestões e ideias para o novo projeto. Foram convidados o baixista Jan S. Eckert, ex-Iron Savior na época, e nos teclados Janne Wirman, que tocava no Children Of Bodom. Russel Allen foi convidado para os vocais, mas recusou porque estava firme na sua banda (Symphony X). Michael Kiske também recusou a proposta, alegando querer manter distância do cenário metal. Após escutarem alguns trabalhos da banda norueguesa Ark, convidaram Jørn Lande, que completou a banda durante os seis meses de estruturação.

### Sucesso comercial (2002 a 2005)
No dia 21 de outubro de 2002 publicam o site da banda, e um ano depois, em 18 de novembro de 2002, lançam o Extended play (EP) Enlighten Me, que chamou a atenção do público e da mídia, onde se confere o cover de "Black Dog" do Led Zeppelin. Antes mesmo de lançarem seu primeiro CD, demitem seu tecladista, Janne Wirman, que não pôde acompanhar a banda devido a seus compromissos com o Children Of Bodom. Em seu lugar foi efetivado Axel Mackenrott (Machine Head), que estava atuando no PUNCH TV e já tinha participado de várias bandas, dentre elas o Catch the Rainbow, projeto de Uli em tributo ao Rainbow.

### Masterplan(2003 e 2004)

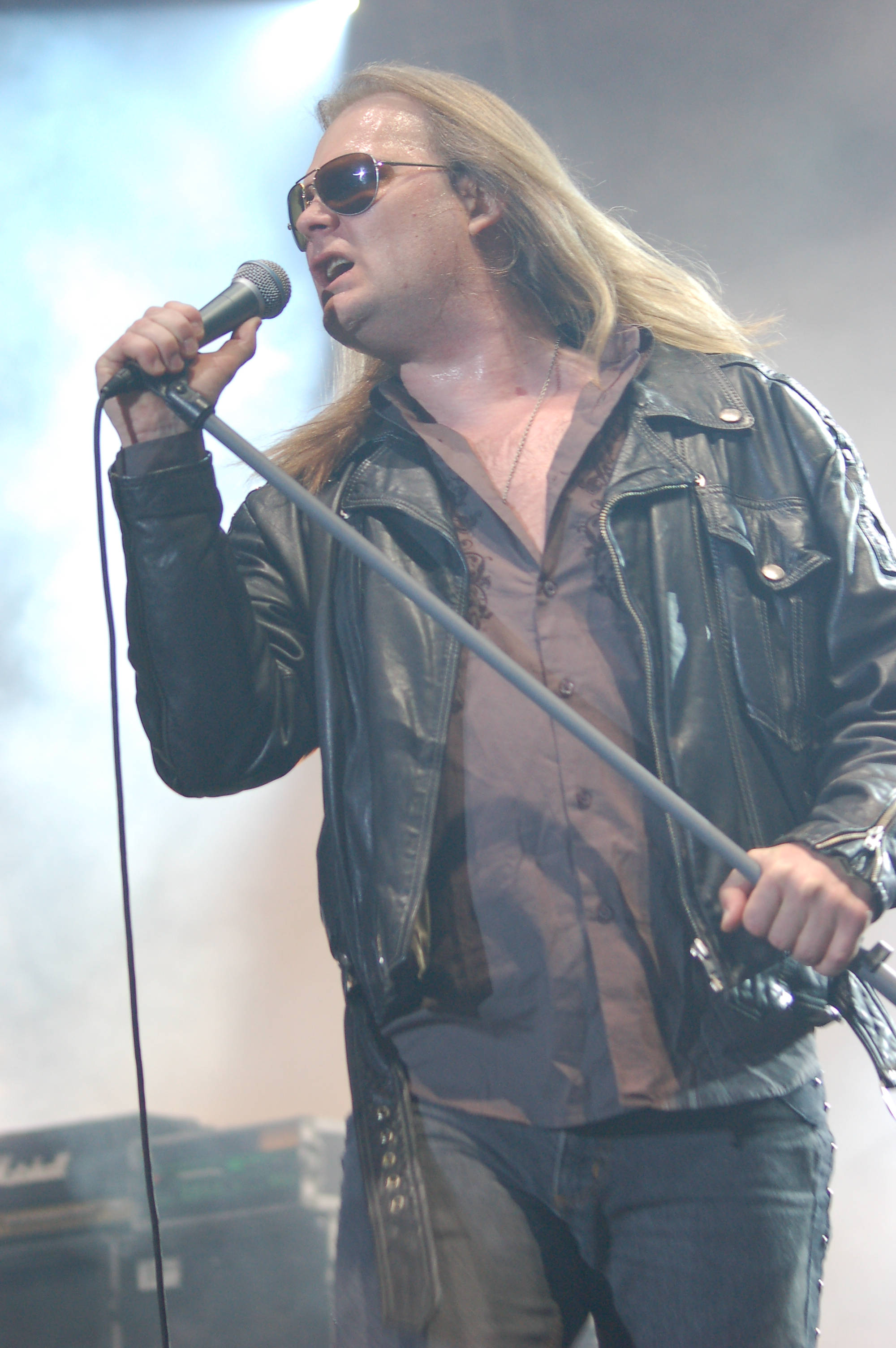
Ex-vocalista Jørn Lande em uma apresentação no Metalmania de 2007.

Em 20 de janeiro de 2003 a banda lança o álbum Masterplan, que ganhou total aceitação dos críticos e da mídia. Baseado em quatro elementos da natureza (terremoto, inundação, tempestade e chamas), o álbum desfila músicas genuínas calcadas no power metal e com melodias mais atmosféricas e progressivas, sem incorporar o já então desgastado metal melódico. Este primeiro álbum contou com a participação especial de Michael Kiske, que teve uma música composta especialmente para seu vocal. Os teclados foram divididos nas gravações entre o ex-integrante Janne Wirman e Ferdy Doernberg, que toca com Axel Rudi Pell. As apresentações ficaram a cargo do tecladista Axel Mackenrott. O baterista Uli Kush, anunciou em 25 de abril de 2003 que a banda estava confirmada em vários festivais europeus nos meses de junho, julho e agosto, como Sweden Rock (Suécia), Seixal Festival (Portugal), Wacken Open Air (Alemanha), Bloodstock Festival (Reino Unido) e outros, além de agendar turnês em diversos países. No Brasil se apresentaram ao lado da banda Gamma Ray, tendo apresentações nas cidades de Porto Alegre, Curitiba e em São Paulo no Via Funchal, e seguiram pela América Latina, passando por Buenos Aires, Santiago, Costa Rica, com término em Monterrei no México. No mesmo ano, logo após a turnê, seguiram para Los Angeles, onde se encontraram com o produtor Roy Z, que estava trabalhando em um material para o segundo disco da banda. Já com o material pronto para o sucessor de seu debut, a banda Masterplan inicia as gravações, que tem previsão de lançamento para o segundo semestre de 2005. O single, chega antes às lojas, no fim do verão europeu ou inverno no Brasil. No mesmo ano a banda lança o EP Back For My Life (2004).

### Aeronautics(2005)
Em 24 de janeiro de 2005 é apresentado o álbum Aeronautics. Este álbum possui referências claras à aviação, pois é um dos temas de interesse do vocalista Jørn Lande. 

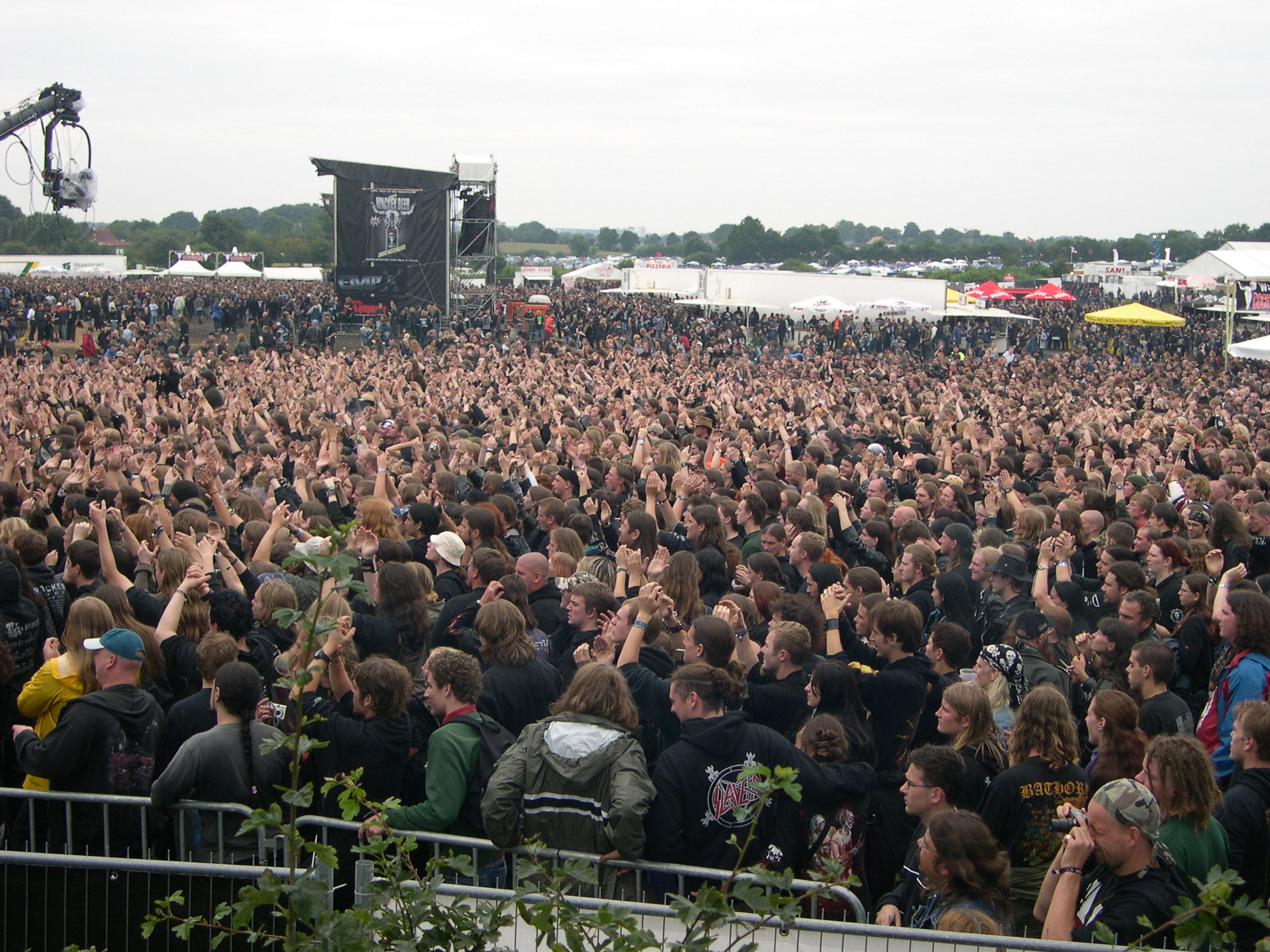
Público do Wacken assistindo a um dos diversos show's da edição de 2005 do festival. Masterplan marcou presença na edição de 2003.

Na verdade este "Voo" não é só expresso pelo conceito do álbum em si, mas também como tema principal que é bem explorado, mostrando que o Masterplan busca alcançar "Voos" cada vez mais altos. Assim como o primeiro álbum, Aeronautics teve uma excelente recepção, tanto pelos críticos, como pelo público. Após isso a banda novamente sai em turnê juntamente com o Circle II Circle, Rob Rock e PURE INC. na tournê Flying Aces Tour. Em 2005, dedicam-se a sua turnê e em shows pela Europa além de outros festivais. A turnê do álbum Aeronautics, não passa pelo Brasil. Mesmo sem confirmar nada, Grapow alegou em entrevistas que eles devem marcar datas para o Brasil, pois quando ele esteve aqui foi apenas em carreira solo, ademais na primeira e única vez que estiveram no Brasil na turnê do álbum Masterplan, em ambas as vezes abriram para o Gamma Ray, e sua pretensão era fazer uma turnê como headliner.

### Saída de Jørn Lande e Uli Kusch (2006)
Em maio de 2006, logo após anunciarem as datas das gravações para o novo álbum, que teriam inicio no segundo semestre do mesmo ano, Jørn Lande sai da banda alegando diferenças musicais. Segundo Roland em entrevistas, Jørn estava alegando que o estilo da banda estava muito progressivo e obscuro em seu direcionamento, e que o material de divulgação estavam mal feitos e a tonalidade baixa, que o deixava desconfortável quando estava se apresentando ao vivo, além da falta de participação nas composições. Enquanto Roland e Uli queriam manter o estilo da banda, talvez voltando um pouco para o estilo do primeiro álbum com as raízes calcadas no metal tradicional, e já ter iniciado esse processo de adequação junto com a banda para o álbum “Aeronautics”, Jørn estava tentando direcionar o estilo da banda para um heavy metal mais tradicional e direto. Após todos esses contratempos, Jørn Lande decidiu que não queria continuar mais na banda, decidindo dar continuidade com sua carreira solo. 

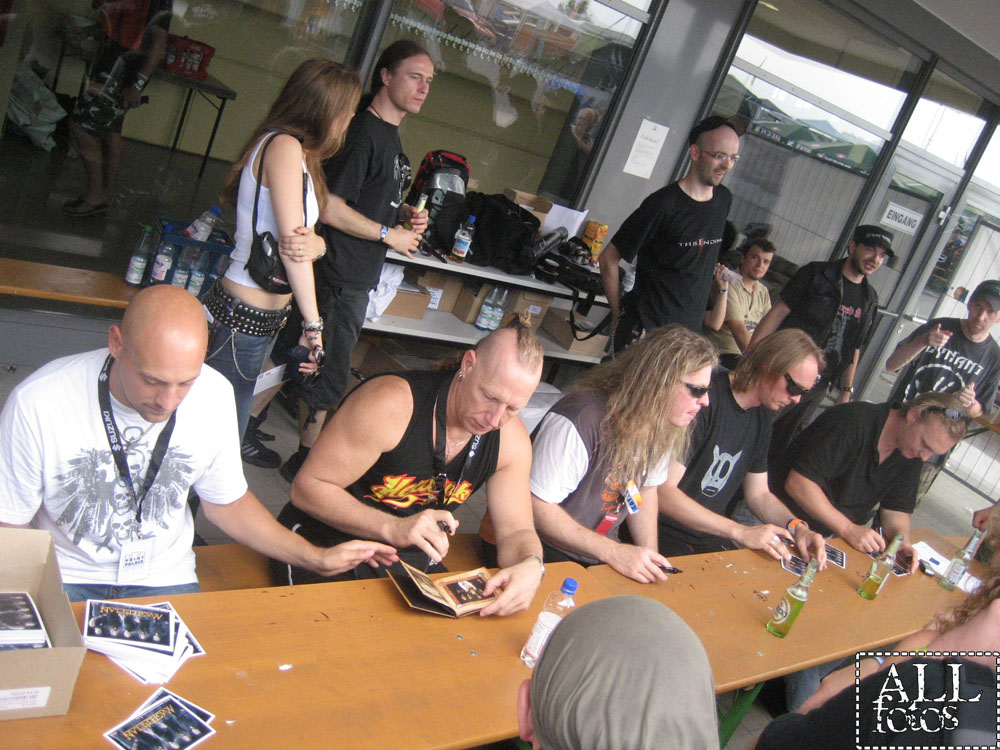
Dia de autógrafos no Earthshaker-Fest 2007

Posteriormente ao seu anúncio de saída do Masterplan, Jørn Lande anunciou que antes de se desligar definitivamente, faria mais quatro shows com os integrantes da banda no Masters of Rock, em Vizovice, na Rep. Tcheca, no Monsters of Rock – Varna, Bulgária - Lokersefeesten - Bélgica e no RagnaRock Festival - Oslo, Noruega. Em entrevistas posteriores a sua saída, Jørn afirma que todo o material dos dois primeiros álbuns foi escrito por Roland e por Uli. Ele basicamente recebia as canções e acrescentava as melodias e letras. A situação o incomodava muito, já que para ele não era uma forma natural de se compor. Ele queria dar uma contribuição maior, tornando o processo de composição mais compatível com uma banda. Quando ficou claro que isto não ocorreria, resolveu que era hora de deixar a banda. Além disso, ele queria menos influências musicais experimentais e modernas, voltando para um metal mais direto. São essas duas razões que, combinadas, culminaram a sua saída do Masterplan. Uli Kusch, afirmou que a banda obviamente não ficou feliz com a saída de Jorn, mas que também não faria sentido continuar caso não houvesse acordo na direção das composições. Disse que desejava a Jorn muito sucesso e agradece por tudo o que ele fez pela banda. Após a saída do vocalista eles tinham tempo suficiente para desenvolver o novo álbum. Jorn informou o guitarrista Roland Grapow e o baterista Uli Kusch, que já trabalhavam em 13 faixas para o novo álbum, para que procurassem um novo vocalista. Obviamente a notícia não foi muito bem aceita pelos fãs que se perguntavam curiosos quem poderia substituir Lande. Em Outubro de 2006 Uli Kusch deixa a banda. Em nota da Blabbermouth - 20 de outubro de 2006 - Uli Kusch diz "(…)'"Não nos inspirávamos mais juntos, e sem inspiração é impossível elaborar canções em conjunto"'(…)"., acrescentando que pretende seguir sua carreira com uma nova banda nomeada Beautiful Sin, com o qual planeja lançar um álbum no próximo ano. Um dos principais motivos do ex-baterista se retirar foi se dedicar a sua esposa e seus filhos, assim, ele fica totalmente longe da cena Metal e da música. Antes de iniciar as gravações, a banda começa uma busca por vocalistas para preencher a vaga deixada por Jørn. Durante este tempo, a banda não dá muitos detalhes dos acontecimentos, pois a mesma perdera um integrante muito importante. Porém em agosto do mesmo ano, mesmo sem anunciarem o novo vocalista, a banda confirma uma extensa turnê pela Europa ao lado dos ingleses do (Saxon).

### Mike DiMeo e Mike Terrana (2007)

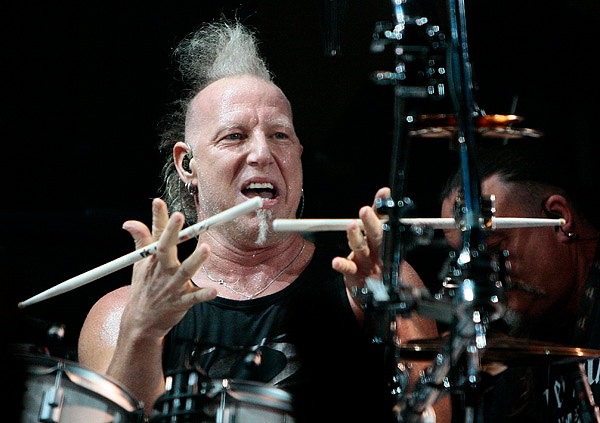
Mike Terrana.

A nova formação conta com Mike DiMeo (Ex-Riot) e (The Lizards), e Mike Terrana (Ex-Rage), na bateria. Terrana, amigo de longa data de Grapow, já havia trabalhado com ele anteriormente e sempre o considerou como um dos melhores bateristas da atualidade. Já Mike Dimeo havia sido escolhido por Grapow e Uli (antes de sua saída). Grapow já tinha pensado em outros nomes, como Kelly Carpenter (ex-Outworld, atual Beyond Twilight – na verdade, já deixou o BT também), mas Uli não aceitou a escolha. A decisão estava difícil porque quando tal decisão teve ser tomada por duas pessoas que na época pensavam diferente, o choque de idéias era evidente. Também teve Patrik Johansson do Astral Doors, entre as escolhas, mas ele não estava disponível. Exaustivamente, após os dois ouvirem centenas de CDs e vocalistas, Mike DiMeo foi a escolha para somar a banda. Como não havia material suficiente para o álbum, então foi escrita “Keeps Me Burning”, “Watching the World” e “Warrior’s City”. 

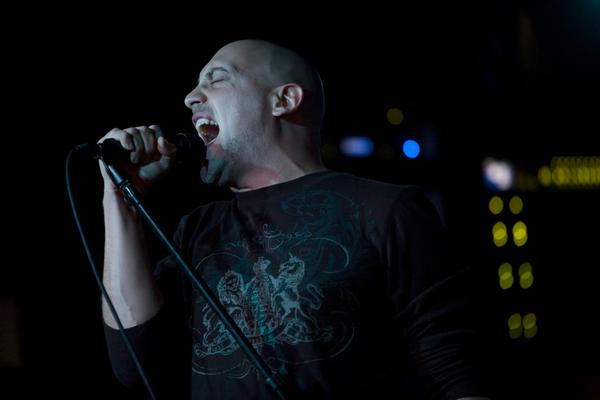
Mike DiMeo.

 Quando as músicas estavam sendo compostas, não estavam escritas as linhas melódicas e vocais. Então foi tudo enviado para Mike e ele as escreveu. Sua primeira tentativa não se encaixou muito bem ao novo material e ao estilo da banda, soando como RIOT. A partir daí, iniciou-se um trabalho de adaptação para ele se entrosar com a banda e entender seu estilo.

### MK II(2007)
Em 26 de Fevereiro de 2007 é lançado MK II. Andy Sneap foi o produtor. Roland Grapow salienta que MK II significa que não é explicação para uma nova era, mas é uma nova situação, neste caso especificamente com os dois novos membros da banda. A priori a situação sem os dois outros ex-membros é nova, mas a música é a mesma. É um pouco semelhante a situação que o Deep Purple encontrou quando aconteceu as questões referentes aos vocalistas Glenn Hughes e David Coverdale. Esta foi a ideia principal do tecladista Axel, apenas para fazer comparações simples e diretas com o Deep Purple.
A banda estreou nesse momento também o novo logo da banda um "M" disposto em uma rosa-dos-ventos, que foi estilizado tanto na capa do álbum da banda quanto em uma guitarra especial criada para Roland Grapow, uma VGS Pro Series Eruption-Europe-MP-1.
Muita expectativa, ansiedade e medo da crítica eram esperados para este novo álbum, já que iniciava-se uma nova fase com dois novos integrantes e o vocalista Mike Dimeo deveria superar o cargo deixado por Jorn. Todos concordavam com alguns pontos em comum, de que apesar de ser um álbum pesado e da banda ter deixado a autenticidade do primeiro line-up com pitadas de progressivo com heavy metal, que são suas raízes no som, era um bom álbum para os amantes do metal, mas ainda sim, não superava o antigo álbum Aeronautics. Por essas questões diversas perdeu-se o seu estilo tão aclamado no primeiro álbum, contudo, todos estavam esperando as apresentações ao vivo para determinar o desempenho de todos, e principalmente do novo vocalista. O Masterplan se apresentou ao vivo com a nova formação em 23 de fevereiro, no Break The Barriers Festival em Bremen, Alemanha. Posteriormente em 23 de maio de 2007 inicia-se a turnê do novo álbum MK II com grandes bandas como Blind Guardian na Metal Universe - Black Sun Fest e Saxon, conhecida como The Inner Sanctum Tour 2007. Não somente para Roland Grapow, mas todos os fãs estavam um pouco frustrados com a apresentação ao vivo quando em turnê com o Saxon, onde fizeram 50 shows na Europa. Mike estava com dificuldades de se alinhar com a banda e ele se sentia abatido por não superar estas expectativas dos fãs. Roland comenta álbum e trabalho como produtor.

### Saída de Mike DiMeo (2008 a 2009)
Em Agosto de 2008 a banda começou a escrever material para o novo álbum, com previsão de que em janeiro do mesmo ano começariam as gravações. Em 12 de Janeiro de 2009 é anunciada a saída do vocalista Mike DiMeo da banda. Mike DiMeo afirma em seu "MySpace" a sua saída com a seguinte nota: "(…)'"Quero confirmar que não estou mais trabalhando com os caras do Masterplan. Apesar disso, não tenho nada além de um profundo respeito por eles e desejo muito sucesso no futuro"'(…)". O vocalista anunciou a criação de uma nova banda, chamada Tenpoint. Em entrevista a Loudtrax - Roland confirma o ponto culminante da saída de Mike Dimeo - "(…)'Eu estava ficando um pouco frustrado com ele na turnê que fizemos com o SAXON, que foram 50 shows na Europa. Então, Mike descobriu que eu não estava feliz e deixou a banda porque achou que a mágica não estava lá, especialmente quando tocávamos ao vivo.'(…)".

### Retorno de Jørn Lande e novo álbum (2009)
Posteriormente a saída de Mike DiMeo, em Abril de 2009, o baixista Jan S. Eckert passou por uma cirurgia na mão, o que atrasou o andamento do novo álbum (ainda em preparação) devido a necessidade de sua recuperação que girava em torno de 6 a 8 semanas. Restou aos fãs a espera por notícias, o que gerou inúmeros boatos sobre quem ocuparia o posto de Mike DiMeo. Um dos boatos mais fortes foi o do possível retorno de Jørn Lande, antigo vocalista do Masterplan, e com o qual a banda havia gravado os álbuns Masterplan (2003) e Aeronautics (2005), mas Roland Grapow abafou essa hipótese, sem contudo desmentir completamente o boato. Realmente durante esses problemas Roland já estava em contato com Jorn novamente. Foi necessário algum tempo de convencimento até que ele conseguisse algum retorno positivo para o retorno, principalmente porque ele compreendia que de algum modo faltava algo em sua carreira. Quando finalmente todos começaram a trabalhar juntos, já havia material novo escrito, porque Jorn ao retornar trouxe uma variedade de idéias para a banda e Axel tinha algumas o que poderia completar o processo. Roland escreveu tudo de uma forma nova porque queria se inspirar através da nova situação do retorno do vocalista e teve um período de composição de 3 ou 4 meses. Nesse período foram escritas 14 canções e no final foram gravadas apenas 12. Enquanto acontecia esse processo de composição os integrantes do grupo permaneceram em outras atividades, como Jan que participou do "Live recorded 30.07.2009 - Runinng Wild at Wacken Open Air.". A dúvida de retorno de Jorn, entre os fãs, permaneceu até o fim de Julho de 2009, quando foi publicada no site da banda a notícia dele como membro novamente, mas ele ainda precisaria apenas finalizar os vocais e Roland algumas guitarras em duas músicas. Jorn ainda relatou em entrevista a RockHard em 2009, e afirmou que nunca tiveram problemas com os integrantes da banda, mas que profissionalmente, eles optaram por seguir caminhos separados por um tempo, e estavam felizes que por estar trabalhando juntos novamente, porque a música do Masterplan e meu vocal é algo realmente especial.

### Time to Be King(2010)
Após 2 anos de espera dúvidas e incertezas foram desmistificadas no site oficial em 10 de fevereiro de 2010, que o ex-vocalista Jørn Lande estava finalizando as gravações do novo álbum intitulado Time to Be King. As expectativas iniciais dos integrantes da banda eram de que a finalização do lançamento do novo álbum seria em torno do dia 16 de Abril de 2010, e ainda para março era esperado o single antecipando o álbum. O processo entre composição e gravação durou cerca de um ano, com vários intervalos, porque havia várias produções no estúdio de Roland que ocupavam todo o seu tempo, dificultando seu foco na banda. Além desse problema, já que as bandas agendadas para o estúdio de Roland já estavam marcadas com mais de 6 meses e não podiam ser desmarcadas as letras das músicas não haviam sido finalizadas por Jorn, então tudo foi adiado. Por este motivo o álbum foi lançado cerca de 4 ou 5 meses depois do prazo estimado, pois toda a gravação foi na Eslováquia e no estúdio de Roland. Em 2 de março de 2010, Roland seguiu em viagem promocional pela Europa durante a semana inteira. Em 11 de março de 2010 segundo a AFM Records em site oficial informa que Far from the End of the World é o título do terceiro (EP) da banda alemã, e o mesmo anteciparia o novo álbum Time to Be King que estava com previsão de lançamento para 21 de maio de 2010. A confirmação veio através do Zine Austriaco, Storm Bringer, que obteve a informação durante uma temporada de audição da banda em Hamburgo - Alemanha, aonde foram divulgados o adiamento e a nova previsão de lançamento. Em 13 de Abril 2010, é lançado no site oficial todas as datas de lançamento do (EP) e novo (Álbum) da banda. O álbum da banda foi bem recebido pela mídia e crítica e estava ganhando várias posições favoráveis nos principais controles de mídia Europeus. Roland em várias entrevistas se mostrou otimista e estava feliz porque na Alemanha alcançou o Top 20 e na Suécia o estava no Top 15 e eles não estavam posicionados nos charts de Metal, mas nos charts Pop, o que aparentemente consideram uma banda de metal é algo incrível. Em 16 de Junho de 2010, segundo o site da gravadora Afm Records afirma que os integrantes da banda seguiriam para Hamburgo na próxima semana para gravar o vídeo clip para a faixa título do álbum. Ainda na mesma entrevista, Roland comenta o ponto crucial do retorno do vocalista original - "(…)'Já que muitas pessoas estavam indo aos shows de sua banda solo (Jorn) e lhe dizendo “(...) você é ótimo mas porque saiu do MASTERPLAN?(...)”. E a mesma coisa acontecia conosco, com os fãs sempre perguntando porque Jorn havia deixado a banda. Olhávamos para nós mesmos e ainda havia muita conversa e entendimento de que poderíamos continuar em nível alto, porque não cometeríamos os mesmos erros do passado. Tivemos muitos desacordos sobre o direcionamento musical da banda por exemplo.'(…)".' Em 3 de janeiro de 2011 no site oficial a banda pede desculpas pela turne não realizada e solicitam que os mesmos aguardem por boas notícias. 

### Novum InitiumePumpKings(2011 - atualmente)

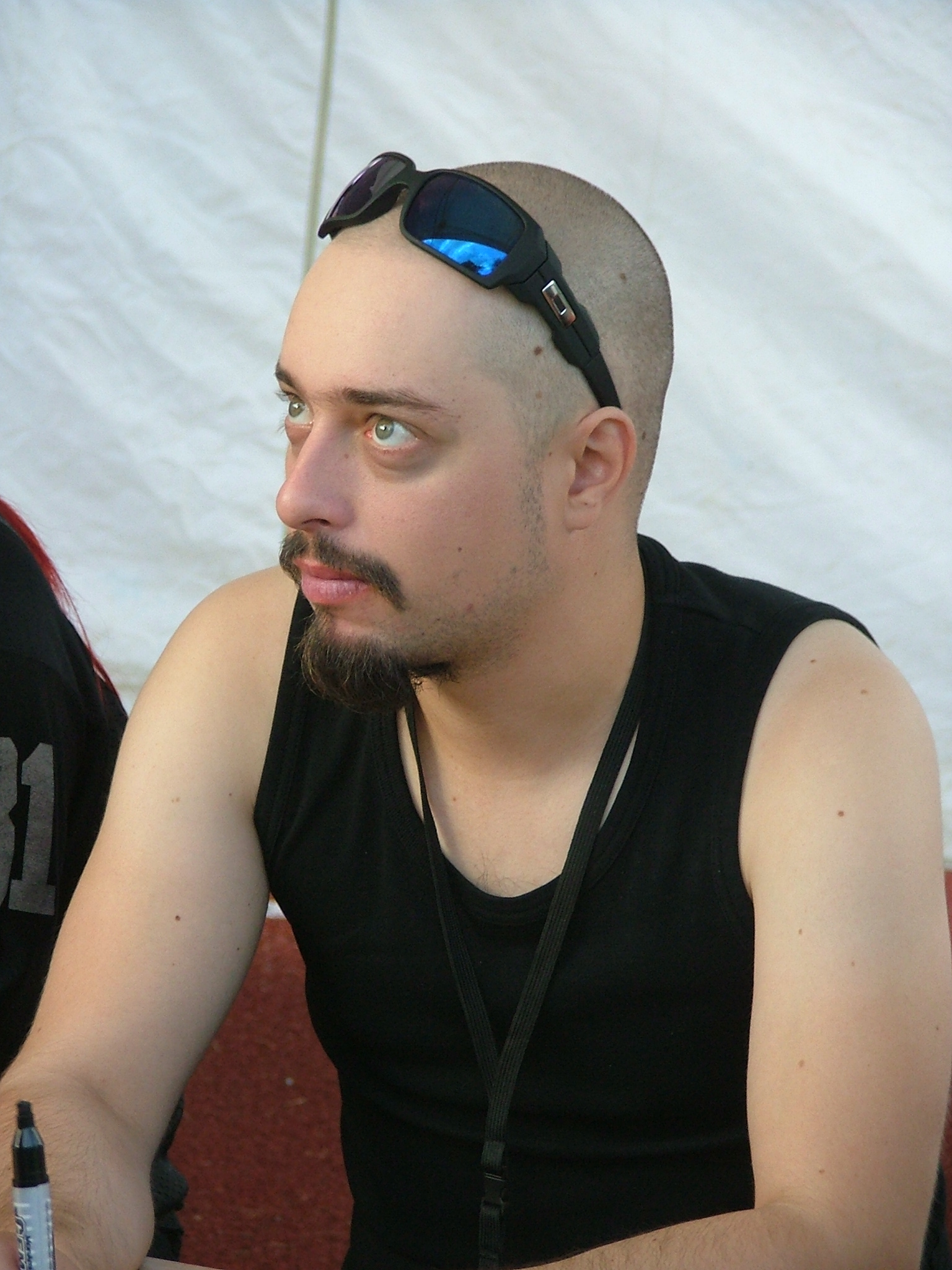
Martin Marthus Skaroupka.

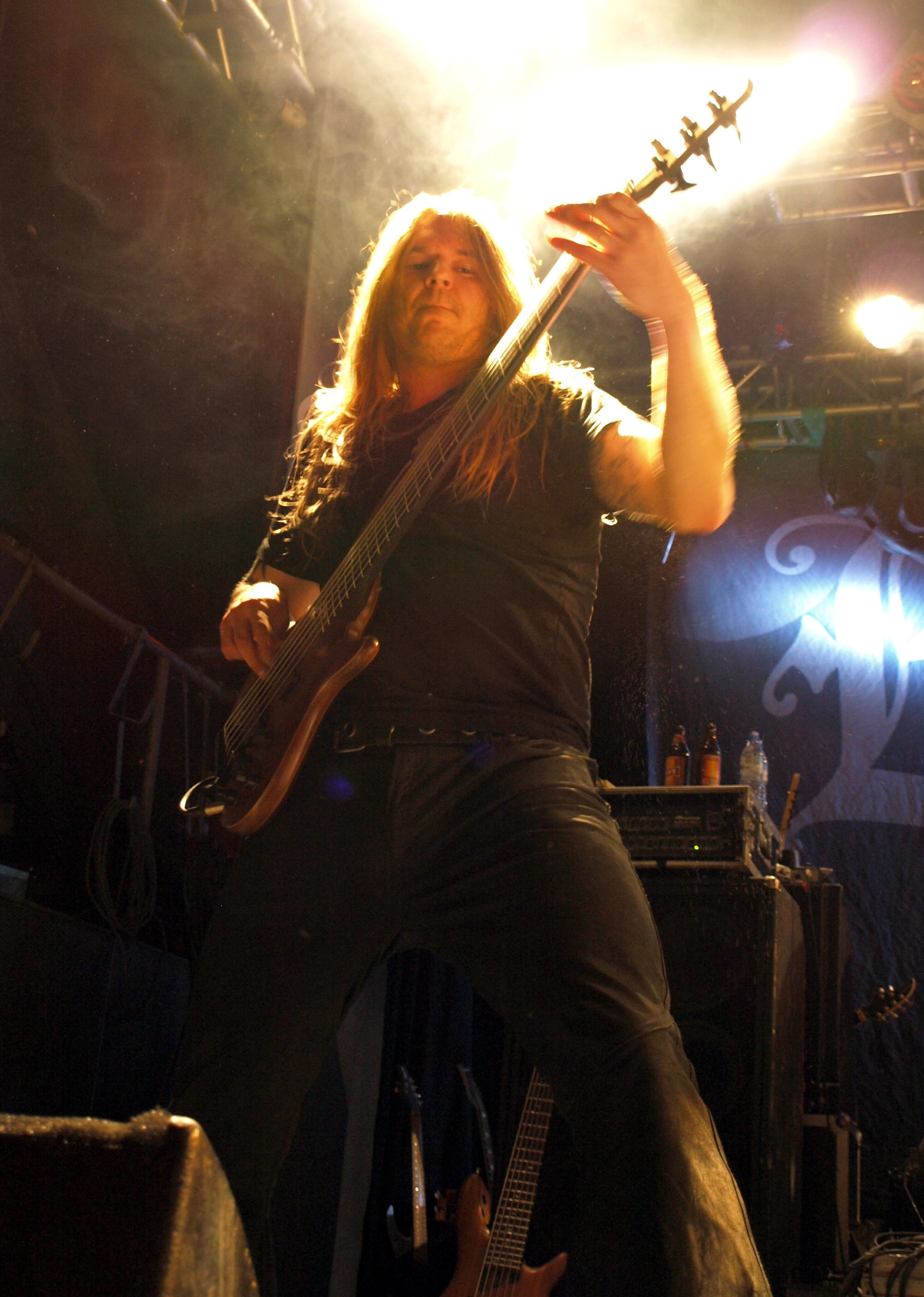
Jari Kainulainen.

Em 13 de julho de 2011, Roland Grapow e o tecladista Axel Mackenrott anunciam em site oficial que estavam escrevendo novas composições para um próximo álbum. O início das gravações para o sucessor de Time To Be King foi prevista para o outono Alemão. Em abril de 2011, a banda brindou os fãs com a compilação MK III, contendo músicas raras de b-sides, singles e faixas bônus que saíram em registros entre 2002 e 2010. Se tornou um item raro para os fãs, uma vez que existem poucas cópias disponíveis e circulando pelo mundo. Em 23 de março de 2012, Roland relata que pretende trabalhar com afinco no novo álbum do Masterplan a partir de abril para lançamento a partir de janeiro de 2013, fato que se deve ao trabalho que ele tinha com outras bandas em estúdio. Eles já possuiam 15 composições escritas, com mais algumas a serem escritas. Ele afirma também que entre elas haverá mais orquestrações e músicas mais rápidas, calcadas no metal puro. Em 1 de julho de 2012, Roland anuncia a entrada do baterista Martin Marthus Skaroupka, da banda Cradle Of Filth para as gravações do próximo álbum. Especulou-se que a saída do baterista Mike Terrana era a quantidade de trabalhos com projetos, o que o impossibilitava de dar início às gravações com a banda. Também foi anunciada a saída do baixista Jan S. Eckert e do vocalista Jørn Lande, sendo substituídos respectivamente por Jari Kainulainen (ex-Stratovarius, Symphonia) e Rick Altzi (ex-At Vance).
Com a entrada de Jari Kainulainen, Martin Marthus Skaroupka e Rick Altzi, os Masterplan entraram novamente em estúdio e o resultado foi o álbum Novum Initium, lançado em 14 de junho de 2013, através da gravadora alemã AFM Records.
Em 2016, Skaroupka deixa a banda e Kevin Kott entra em seu lugar.
Em 2017, Masterplan lança PumpKings, um álbum de covers da antiga banda de Roland Grapow e Uli Kusch, o Helloween, com as composições do guitarrista.

## Membros

### Atuais
- Roland Grapow - guitarra (2001–presente)
- Axel Mackenrott - teclados (2001–presente)
- Rick Altzi - vocais (2012-presente)
- Jari Kainulainen - baixo (2012-presente)
- Kevin Kott - bateria (2016-presente)

### Ex-Integrantes
- Jan S. Eckert - baixo (2001–2012)
- Uli Kusch - bateria (2001–2006)
- Jørn Lande - vocais (2001–2006, 2009–2012)
- Mike DiMeo - vocais (2006–2008)
- Mike Terrana - bateria (2006–2012)
- Martin Skaroupka - bateria (2012-2016)

### Convidados
- Jürgen Attig - baixo (2002)
- Janne Wirman - teclados (2002)
- Ferdy Doernberg - teclados em "Into the Light" no álbum Masterplan - (2003)
- Michael Kiske - vocal em "Heroes" no álbum Masterplan - (2003)
- Russell Allen - vocal na Demo - (2001)
- Janne Wirman - teclados

## Discografia

### Álbuns
- Masterplan (2003) [11]
- Aeronautics (2005)  [12]
- MKII (2007)  [13]
- Time to Be King (2010)  [14]
- Novum Initium (2013)
- Keep Your Dream Alive (álbum ao vivo) (2015)
- PumpKings - (álbum de covers do Helloween) (2017)
- Metalmorphosis (2025) [15]

### EP
- Enlighten Me (2002)
- Back for My Life (2004)
- Lost and Gone (2007)

### Singles
- "Far from the End of the World" (2010)
- "Keep Your Dream Alive" (2013)

### Compilações
- MK III (2011)

### Bootlegs
- Live at Shibuya (2003)
- Live at Elysée Montmatre, France (2003)
- Live at La Riviera, Spain (2003)
- Live at Lisebergshallen, Gothenburg (2003)
- Wacken Open Air, Germany (2003)
- Live at Buenos Aires, Argentina (2003)
- Stuttgart (2007)

## Videografia
| Ano  | Música                  | Álbum           | Diretor                         | Produção/Finalização |
| ---- | ----------------------- | --------------- | ------------------------------- | -------------------- |
| 2002 | "Enlighten Me"          | Masterplan      | Daniel Hardnoss e Dierx Fechner | Dierx Fechner        |
| 2005 | "Back for My Life"      | Aeronautics     | Masterplan                      | Masterplan           |
| 2007 | "Lost and Gone"         | Lost and Gone   | Masterplan                      | Masterplan           |
| 2010 | "Time to Be King"       | Time to Be KIng | Masterplan                      | Masterplan           |
| 2013 | "Keep Your Dream Alive" | Novum Initium   | Masterplan                      | Masterplan           |